# Botrypus

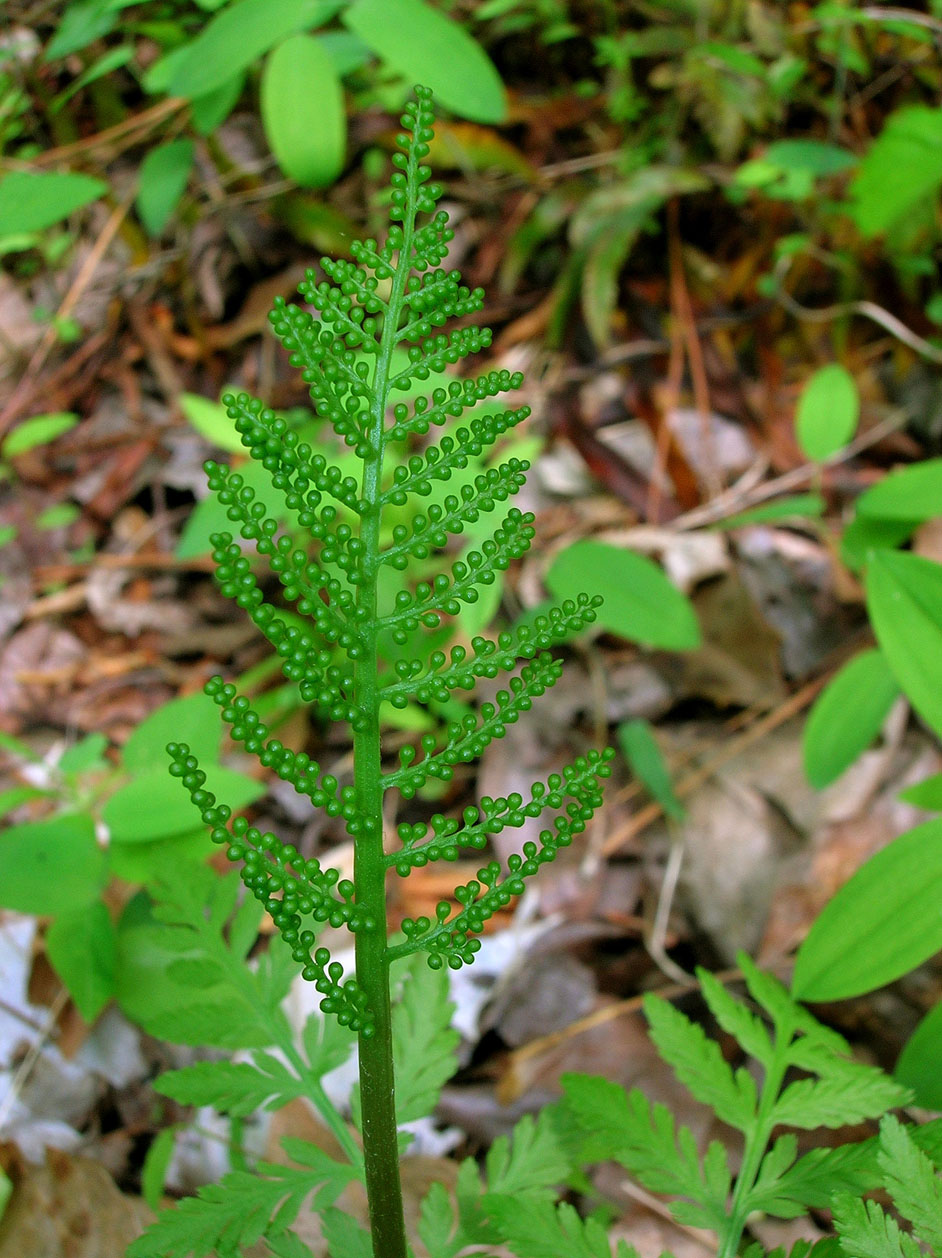
Fronde fértil (esporóforo) de Botrypus virginianus.

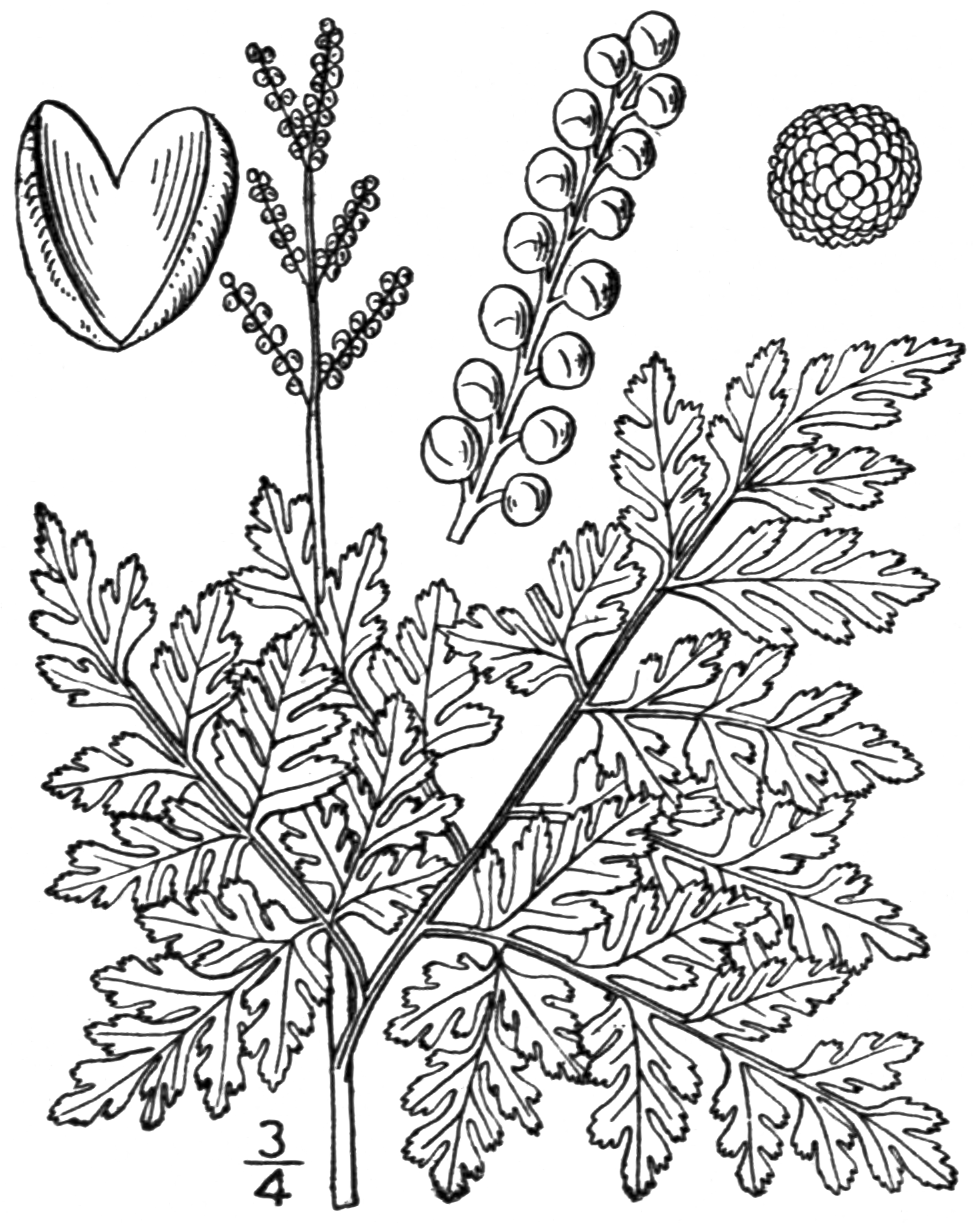
Ilustração mostrando os dois tipos de fronde de Botrypus virginianus.

Botrypus é um género monotípico de pteridófitos da família Ophioglossaceae cuja única espécie conhecida é Botrypus virginianus, um pequeno feto perene e suculento, em geral com uma única fronde, que ocorre em solos ricos e úmidos das florestas densas das regiões temperadas onde haja forte ensombramento, já que a espécie não tolera insolação directa. A espécie apresente quimerismo, já que o seu genoma mitocondrial tem origem numa espécie de planta com flor da ordem Santalales.

## Descrição
Botrypus virginianus é uma espécie de feto perene, de pequenas dimensões, em geral com menos de 30 cm de altura, com caule redondo e bicolor, rosado ou castanho claro na base e esverdeado próximo das folhas.
Apresenta um rizoma grosso e carnudo do qual emerge uma única fronde anual, raramente duas, com entre 15 e 75 cm de comprimento, glabra ou com pequenos tricomas esparsos, desenvolvendo-se de forma aproximadamente paralela ao solo. A fronde (a folha) emerge no início da primavera e entra em senescência no final do verão.
A espécie apresenta folhas férteis e estéreis separadas. Quando presente, a folha estéril surge aproximadamente a meia altura do caule e a folha fértil no extremo do caule (em posição apical). As lâminas foliares estéreis de coloração verde brilhante, muito delgadas e de consistência herbácea, apresentam forma deltoide, com 7-21 x 10-24 cm, tripinadas a tripinado-pinatifida (compostas por estruturas 3-4 vezes pinadas), com os folíolos (pinas) acima do par basal quase sempre bipinado-pinatífidos. As lâminas férteis (esporóforos) medem entre 5 e 15 cm de comprimento, unidos à base das lâminas estéreis, igualando ou excedendo o comprimento desta, sendo o esporóforo poucas vezes observaado. Não apresenta indúsio.
Os esporos são libertados no final da primavera. Como os restantes pteridófitos, Botrychium sofre alternância de gerações, sendo a forma aqui descrita a correspondente ao esporófito.
O número cromossómico diplóide é 2n=184.
Botrypus virginianus é conhecido na América do Norte, onde é nativo, pelo nome comum de rattlesnake fern (feto-cascavel) por ocorrer com frequência em locais frequetados por aqueles répteis,
é um pequeno pteridófito da família Ophioglossaceae.
O nome genérico Botrychium, proveniente do grego clássico botrys (um cacho de uvas), é uma referência à estrutura que suporta os esporos (o esporóforo), cuja morfologia se assemelha a um cacho de uvas. A estrutura invulgar do esporóforo, bem como os resultados de estudos de biologia molecular, levaram a que espécie, que durante muito tempo foi incluída no género Botrychium como Botrychium virginianum Sw. fosse colocada no género monotípico Botrypus como Botrypus virginianus (L.) Michx..
Esta espécie tem sido usada na medicina tradicional (herbalismo) de várias culturas, sendo ainda utilizada na Índia para tratar casos de disenteria. Sendo grande e suculenta, é cozida e comida na região dos Himalaias.

## Distribuição
A espécie tem uma distribuição natural ampla, ocorrendo numa vasta região que se estende desde a América do Norte, onde ocorre no Canadá, Estados Unidos e nas montanhas do México, até a algumas regiões de altitude da América do Sul, à Europa e à Ásia. É uma espécie estritamente terrestre que prefere habitats de solos florestais ricos e profundos, bem ensombrados, já que não suporta a radiação solar directa, ocorrendo em bosques de distintos tipos (pinhais e outras coníferas, carvalhais, florestas de faia), sempre em sítios sombreados e húmidos, incluso em locais com algum grau de distúrbio pela acção humana (ruderalizados). Ocorre também em algumas regiões da Austrália. Na Ásia ocorre em diversas regiões, com destaque para as florestas temperadas dos Himalaias. Na Europa ocorre na Noruega, na região da Karelia da Finlândia e Rússia, e em áreas em torno do Golfo de Bothnia, estando ausente do resto daquela continente.
A espécie é considerada como estando num bom estado de conservação, não constando da lista vermelha da IUCN (International Union for Conservation of Nature) nem das listagens da Convenção CITES (Convenção sobre o Comércio Internacional de Espécies Ameaçadas de Fauna e Flora Silvestres).

## Taxonomia e genética
Resultados de estudos genéticos recente determinaram que as mitocôndrias desta espécie são quimeras, já que DNA de um membro da ordem Santalales, possivelmente uma espécie de visco, foi transferido para o genoma mitocondrial desta espécie de feto. Acredita-se que essa transferência possa ter contribuído para a distribuição cosmopolita apresentada por esta planta.
Esta planta foi tradicionalmente incluída no género Botrychium, mas era única dentro daquele táxon devido ao número de cromossomas e outras características distintivas, incluindo a presença de uma inclusão de DNA, presumivelmente de visco dentro das suas mitocôndrias. Estudos recentes de filogenia estabeleceram que esta espécie constitui um grupo irmão de todas as outras espécies do agrupamento Botrychioide, incluindo tanto o género Botrychium sensu stricto como o género Sceptridium, com a exceção de uma única espécie conhecida, previamente incluída em Botrypus, a espécie Botrypus strictus. Em consequência, B. strictus é também um grupo irmão de todos os outros Botrychioides, incluindo B. virginianus, pelo que deve ser segregado em seu próprio género.

## Sinonímia
A espécie apresenta uma rica sinonímia taxonómica, a qual inclui, entre, outros, os seguintes binomes:
Botrychium anthemoides Presl
Botrychium brachystachys Kze.
Botrychium cicutarium (Sav.) Sw.
Botrychium dichronum Underw.
Botrychium gracile Pursh
Botrychium virginianum var. cicutarium (Sav.) Clute
Botrychium virginianum var. dichronum Clute
Botrychium virginianum f. gracile (Pursh) Clute
Botrychium virginianum f. intermedium (Butters) Clute
Botrychium virginianum var. intermedium Butters
Botrychium virginianum f. laurentianum (Butters) Clute
Botrychium virginianum var. laurentianum Butters
Botrychium virginianum subsp. meridionale (Butters) R.T. Clausen
Botrychium virginianum var. meridionale Butters
Botrychium virginianum var. mexicanum Hook. & Grev.
Botrypus cicutaria (Savigny) Holub
Botrypus virginianus (L.) Michx.
Japanobotrychum cicutarium (Sav.) Nishida ex Tag.
Japanobotrychum virginianum (L.) Nishida & Tag.
Osmunda cicutaria Sav.
Osmunda virginiana L.
Osmundopteris cicutaria (Sw.) Nishida
Osmundopteris virginiana (L.) Small